# Mistrovství Evropy v biatlonu
Mistrovství Evropy v biatlonu je po mistrovství světa druhou nejdůležitější biatlonu, kterou organizuje Mezinárodní biatlonová unie (IBU). 
Mistrovství Evropy bylo založeno roku 1994, kdy se poprvé konalo ve finském Kontiolahti a kde se konaly vytrvalostní závody, sprinty a mužské i ženské štafety. V roce 1998 byl na program zařazen stíhací závod. V letech 1994–2015 závodili závodnici v mužských a ženských štafetách, od roku 2016 byly nahrazeny smíšenými závody. Pro rok 2016 byl na program zařazen závod s hromadným startem a pro rok 2020 supersprint.
V současné době se soutěží v pěti disciplínách – ve vytrvalostním závodě, sprintu, stíhacím závodě, smíšené štafetě a smíšeném závodě dvojic. 
Do roku 2015 byly součástí mistrovství Evropy i závody juniorů, od roku 2016 se koná juniorský evropský šampionát samostatně v odlišném termínu i lokaci.

## Mistrovství Evropy v biatlonu
| Mistrovství dospělých | Mistrovství dospělých |
| Rok                   | Město                 |
| --------------------- | --------------------- |
| 1994                  | Kontiolahti           |
| 1995                  | Annecy                |
| 1996                  | Ridnaun               |
| 1997                  | Windischgarsten       |
| 1998                  | Minsk                 |
| 1999                  | Iževsk                |
| 2000                  | Zakopané              |
| 2001                  | Haute Maurienne       |
| 2002                  | Kontiolahti           |
| 2003                  | Forni Avoltri         |
| 2004                  | Minsk                 |
| 2005                  | Novosibirsk           |
| 2006                  | Langdorf              |
| 2007                  | Bansko                |
| 2008                  | Nové Město na Moravě  |
| 2009                  | Ufa                   |
| 2010                  | Otepää                |
| 2011                  | Ridnaun               |
| 2012                  | Osrblie               |
| 2013                  | Bansko                |
| 2014                  | Nové Město na Moravě  |
| 2015                  | Otepää                |
| 2016                  | Ťumeň                 |
| 2017                  | Dušníky               |
| 2018                  | Ridnaun               |
| 2019                  | Raubiči               |
| 2020                  | Raubiči               |
| 2021                  | Dušníky               |
| 2022                  | Velký Javor           |
| 2023                  | Lenzerheide           |
| 2024                  | Brezno-Osrblie        |
| 2025                  | Martell               |
| 2026                  | Sjusjøen              |

| Juniorská mistrovství | Juniorská mistrovství |
| Rok                   | Město                 |
| --------------------- | --------------------- |
| 2016                  | Pokljuka              |
| 2017                  | Nové Město na Moravě  |
| 2018                  | Pokljuka              |
| 2019                  | Sjusjøen              |
| 2020                  | Hochfilzen            |
| 2021                  | Madona                |
| 2022                  | Pokljuka              |
| 2023                  | Madona                |
| 2024                  | Jakuszyce             |
| 2025                  | Altenberg             |
| 2026                  | Imatra                |